# Amtsbezirk Groß Kessel
Der Amtsbezirk Groß Kessel war ein preußischer Amtsbezirk im Kreis Johannisburg (Regierungsbezirk Gumbinnen, ab 1905 Regierungsbezirk Allenstein) in der Provinz Ostpreußen, der am 8. April 1874 gegründet wurde. 
Der Amtsbezirk mit Sitz in Groß Kessel bestand ursprünglich aus acht Dörfern. Am Ende waren es aufgrund struktureller Veränderungen noch sechs.
| Name                          | Polnischer Name | Bemerkungen                            |
| ----------------------------- | --------------- | -------------------------------------- |
| Babrosten                     | Babrosty        |                                        |
| Groß Kessel                   | Kocioł          |                                        |
| Gursken                       | Górskie         | ca. 1888 nach Groß Kessel eingemeindet |
| Gutten, Ksp. Johannisburg     | Stare Guty      |                                        |
| Lupken                        | Łupki           |                                        |
| Pietrzyken                    | Pietrzyki       | 1904 in „Wiesenheim“ umbenannt         |
| Ribittwen 1938–1945: Ribitten | Rybitwy         |                                        |
| Wiesenheim                    |                 |                                        |

Am 1. Januar 1945 bildeten die Dörfer Babrosten, Groß Kessel, Gutten, Lupken, Ribitten und Wiesenheim den Amtsbezirk Groß Kessel.